# Rhopalodina pachyderma
Rhopalodina pachyderma is een zeekomkommer uit de familie Rhopalodinidae.
De wetenschappelijke naam van de soort werd in 1932 gepubliceerd door Albert Panning.